# ستيفن أندرسون (لاعب بولينغ)
ستيفن أندرسون (بالإنجليزية: Stephen Anderson)‏ هو لاعب بولينغ أسترالي، ولد في 30 يناير 1958.